# Primoricinulei
Sous-ordre
Les Primoricinulei sont un sous-ordre fossile de ricinules. 

## Distribution
Les espèces de ce sous-ordre ont été découvertes dans de l'ambre de Birmanie. Elles datent du Crétacé.

## Liste des familles
Selon World Spider Catalog (version 20.5, 2020) :
- † Primoricinuleidae Wunderlich, 2015
- † Hirsutisomidae Wunderlich, 2017
- † Monooculricinulidae Wunderlich, 2017

et décrite depuis :
- † Sigillaricinuleidae Wunderlich, 2022

## Systématique et taxinomie
Ce sous-ordre a été décrit par Wunderlich en 2015.

## Publication originale
- Wunderlich, 2015 : « New and rare fossil Arachnida in Cretaceous Burmese Amber (Amblypygi, Ricinulei and Uropygi: Thelephonida). » Beiträge zur Araneologie, vol. 9, p. 409–436.